# Remolino (municipalité)
Pour les articles homonymes, voir Remolino et El Remolino.
Remolino est une municipalité située dans le département de Magdalena en Colombie.